# El cocinero mexicano
«El cocinero mexicano» es un libro de cocina sobre la gastronomía mexicana, de autor anónimo y publicado por primera vez en la Ciudad de México en 1831 por la Imprenta de Galván. Consta de tres tomos y ha tenido doce ediciones, y se considera el recetario más antiguo sobre la gastronomía mexicana.
Su propósito fue recoger recetas tradicionales de los hogares mexicanos, proporcionar una base académica a la cocina mexicana y situarla a la altura de las cocinas europeas, aplicando «los métodos de la cocina española, italiana, francesa e inglesa», tal y como se describe en el prólogo. En aquella época el país era aún muy joven, ya que se había independizado apenas hacía una década, y estaba formando su identidad cultural y gastronómica.
Más tarde, se reeditaría en forma de diccionario bajo el nombre de El cocinero americano y más tarde Nuevo cocinero mexicano. Los libros de cocina que surgen a lo largo del siglo XIX en México tienen una fuerte influencia de la ilustración francesa, por lo que las formas de redactarse, la indexación de los contenidos, los métodos y técnicas culinarias explicados...etc. son bastante afrancesados. Incluso, las mismas casas editoriales que los publican y difunden son llevadas por franceses (Rosa y Bouret, Garnier Frères, Bossange... etc.).

## Estilo
El cocinero mexicano está redactado en lenguaje instructivo que es conciso y sencillo. Esto es porque fue diseñado con una finalidad pragmática, no enciclopédica. Es decir, que da instrucciones, pero no definiciones. Este libro de cocina menciona ingredientes pero no ofrece cantidades ni tiempos de cocción, lo que da a pensar que está dirigido a cocineros/as avanzados con conocimiento previo. Asimismo, esto refuerza la idea de que tiene una función puramente práctica, no académica. No obstante, sí hace uso de vocabulario específicamente enciclopédico, por ejemplo, el uso de contracciones académicas como id. («íbidem») o la inclusión de referencias internas y observaciones a pie de página.

## Contenido
El cocinero mexicano fue impreso en tres tomos. Cada tomo se clasifica en tratados según el tema (sopa, ensalada, asado... etc.), y algunos tratados se subdividen a su vez en secciones. Las secciones están conformadas por varias recetas, pero también incluyen técnicas culinarias, métodos, advertencias y consejos. El primer tomo contiene un estudio preliminar de la obra. Nota: aquí se indican sólo algunas de las muchas recetas que comprende el recetario:
Servicio de mesa
[se explican diferentes métodos de poner la mesa]
Tratado 1.º: De las sopas
- Olla podrida o española
- Caldo de culantro verde
- Sopa de arroz á la valenciana
- Capirotada de menudo
- Sopa blanca
- Sopa dorada
- Faubonia
- Sopa al uso de Artois
- Fideos del jardinero
- Panatela
- Sopa de la federación
- Macarrones de Nápoles
- Timbal de macarrones

Tratado 2.º, sec. 1.ª: De las frituras o aderezos
- Crestas y riñones de gallina y pollos
- Financiera
- Fritura de cebollas
- Quenelles
- Fritada de hongos
- Pepitoria o reboltura frita
- Torreznos
- Fricasé frances
- Menestra
- Gigote americano

Tratado 2.º, sec. 2.ª: De las ensaladas
- Ensalada de noche-buena
- Ensalada de calabacines en nogada
- Ensalada de cebollas rellenas en nogada
- Ensalada de papas
- Ensalada de nabos desflemados
- Ensalada de la bella unión
- Ensalada de bróculi de Italia
- Ensalada de berdolagas

Tratado 3.º: De las salsas
- Salsa de tomillo
- Salsa agridulce
- Salsa de ajo-comino
- Esencia de ajo
- Salsa nevada o cuajada
- Salsa negra
- Salsa roja
- Salsa alemana
- Salsa portuguesa
- Salsa verde

Tratado 4.º, sec. 1.ª: De los huevos
- Pasados por agua
- Tortilla oriental
- Tortilla turca
- Frijoles con huevo

Tratado 4.º, sec. 2.ª: Almuerzos ligeros dispuestos con tortilla o masa de maíz
- Quesadillas de prisa
- Chalupas de mantequilla
- Envueltos de nana Rosa
- Tortillas enchiladas
- Tlatlaollos rellenos
- Chilaquiles blancos
- Chilaquiles tapatíos

Tratado 5.º: guisos de raíces, yerbas, frutas y toda clase de hortaliza
- Chayotes en pipián
- Romeritos en pipián o revoltijo
- Chilacayotes en pipián
- Acelgas y espinacas con garbanzos
- Lechugas rellenas
- Chiles rellenos en nogada
- Chiles capones
- Alcachofa á la española
- Alcachofas provenzales
- Berenjenas rellenas
- Cardos
- Hongos en escabeche
- Chicorias
- Espinacas mexicanas
- Habas verdes
- Hejotes en tlemole
- Chilacayotitos
- Camotes al estilo francés
- Papas fritas
- Tostadas de papas
- Betabeles en nogada
- Xitomates rellenos
- Huautzontles fritos
- Quelites
- Quintoniles

Tratado 6.º: De las legumbres y semillas
- Arbejones en pipián
- Albóndigas de arroz
- Atole de arroz
- Frijoles veracruzanos
- Atole de maíz
- Turco de pan

Tratado 7.º: De las tortas
- Torta de arroz
- Torta con leche y natillas
- Torta de arroz con camarones
- Torta de damas
- Torta de ostiones
- Torta de la union
- Torta de huesitos
- Torta del Dr. Tornelo

Tratado 8.º: De los cocidos sin fuego con solo el vapor de la agua o de la tierra
- Tamales
- Tamales de arroz
- Barbacoa africana
- Barbacoa otahitina
- Barbacoa mexicana

Tratado 9.º: De toda clase de cuadrúpedos
- Lengua de buey empapelada
- Salpicón de vaca
- Oreja de vaca rellena y frita
- Fricandó de ternera
- Almendrado de carnero
- Tlemole de cecina
- Chanfaina de María Marcela
- Carnero mechado al uso de Portugal
- Agiaco de La Habana
- Morcón
- Butifarra o longaniza catalana
- Relleno de Estremadura
- Mongivelo
- Cochinito en adobo
- Jabalí
- Pebre prieto de conejo
- Liebre con arroz

Tratado 10.º: De las aves
- Agachonas
- Chichicuilotes asados
- Faisán relleno
- Gallinas dulces rellenas
- Mole de guajolote
- Mole poblano
- Pato en xitomate
- Tórtolas
- Nogada para ave

Tratado 11.º: Del pescado y de todos los animales del agua que se comen
- Caldo de pescado
- Camarones secos con zanahorias en chile
- Escabeche de Veracruz
- Mextlapiques
- Ostiones en torta
- Juiles asados
- Raya en mantequilla negra
- Tenca

Tratado 12.º: De las masas
- Frangipan
- Masa para empanadas
- Pastel de garbanzos
- Buñuelos de maíz
- Muéganos decentes
- Panqué

Tratado 13.º: Tortas, pudines y dulces de pan o bizcocho 
- Torta de mamey
- Torta del cielo
- Pudines a la inglesa
- Pudines al estilo mexicano
- Gigotes de nata
- Cafiroleta
- Caspiroleta
- Chongos

Tratado 14.º: Huevos en dulce y jaletinas
- Jaletina de frutas
- Gató de calabaza
- Manjar blanco
- Jiricalla

Tratado 15.º: Dulces secos, compotas, y conservas, cajetas y jarabes
- Alfeñique
- Piñonada a la italiana
- Turrón de Alicante
- Cajeta de jalea
- Guayabate habanero

Tratado 16.º: Helados y sorbetes 
- Agua de guindas
- Orchata
- Helado de naranja agria
- Helado de chocolate
- Helado de clavo
- Helado de vino o sangría

Tratado 17.º: De los licores
- Ratafía
- Anisete de Burdeos
- Escubac
- Curazao
- Aceite de aguacate
- Curazao
- Chicha
- Pulques curados